# T.R.Y
TRY组合是一个成立于2007年出道的中国大陆三人女子歌唱组合，所属公司为孔雀唱片，其成员曾发生过变化。
2007年参加中国金唱片奖新人歌会。2012年，发行专辑《HOLD住你的心》。

## 简史

### 初期成员
- 贡维特
- 陶钰玉
- 王蕊

### 现时成员
2007年，该组合曾经因薪酬原因一度解散，期间贡维特到其他公司发展，陶钰玉留在孔雀公司内单独发展，王蕊则与另外两名女歌手沈丹丹，林可昕重组该组合。

## 代表作
- 《不要在我寂寞的时候说爱我》
- 《不是因为寂寞才想你》